# Yo-yo de-spin
Der Yo-yo de-spin (von englisch to de-spin, wörtlich ‚Eigenrotation abbauen‘, übertragen ‚raumfest machen‘ oder ‚stabilisieren‘) beschreibt einen Vorgang zur Bewegungsstabilisierung, der häufig bei künstlichen Satelliten oder Höhenforschungsraketen kurz nach dem Start erfolgt. Er dient dazu, die Spinstabilisierung des Objekts durch Jo-jos zu verringern oder nahezu zum Erliegen zu bringen.
Das dabei verwendete Instrument besteht aus einem oder mehreren Kabeln, die in oder an der Außenhaut des zu stabilisierenden Objekts angebracht sind. Das eine Ende eines jeden Kabels kann mit einem zusätzlichen Gewicht versehen sein. Bei dem Vorgang wird das häufig mit einem Gewicht versehene Ende durch einen eingebauten Mechanismus ausgelöst und das Kabel entfaltet oder entwindet sich. Dadurch vergrößert sich der Radius des Objekts, was eine Verlangsamung der Eigenrotation bewirkt (Drehimpulserhaltung).
Die Stabilisierung erfolgt weitestgehend nur dann, wenn gleichzeitig kein Schub durch Triebwerke erzeugt wird.